# Strap on the Side
«Strap on the Side» — перший сингл американського репера Spice 1 з його третього студійного альбому AmeriKKKa's Nightmare. На пісню існує відеокліп. Трек потрапив до збірки Hits II: Ganked & Gaffled (2001).

## Чартові позиції
| Чарт                                | Найвища позиція |
| ----------------------------------- | --------------- |
| US Hot R&B/Hip-Hop Singles & Tracks | 74              |